# Japanagromyza rutiliceps
Japanagromyza rutiliceps är en tvåvingeart som beskrevs av Axel Leonard Melander 1913. Japanagromyza rutiliceps ingår i släktet Japanagromyza och familjen minerarflugor. Inga underarter finns listade i Catalogue of Life.